# 和歌四天王
和歌四天王（わかしてんのう）とは、和歌に優れた人物を顕彰して呼んだものである。南北朝時代の4人は『今川了俊歌学書』『正徹物語』などに記されており、歌僧二条派「為世門の四天王」と呼ばれた。江戸時代の4人は京都に住んでいた事から「平安の和歌四天王」と呼ばれた。

## 和歌四天王と呼ばれる人物

### 南北朝時代
- 頓阿
- 慶運
- 浄弁
- 兼好

### 江戸時代
- 澄月
- 慈延
- 小沢蘆庵
- 伴蒿蹊（ばんこうけい）